# Guido Gezellewarande
De Guido Gezellewarande is een publiek parkje in het naar de dichter Guido Gezelle genaamde kwartier in de stad Brugge.

## Beschrijving
Vanaf het midden van de jaren 1920 besliste de stad Brugge dat een verkaveling mocht worden uitgevoerd op gronden die voordien tuinbouwgronden waren. Ze bevonden zich op de parochie Sint-Anna en lagen binnen de begrenzing van de Langestraat, de Kruisvest en de Rolweg. De tuinbouwgronden hadden destijds behoord tot de eigendom waarop de vader van Guido Gezelle als tuinier werkzaam was. Er werd beslist dat de nieuwe wijk de naam "Gezellekwartier" zou krijgen. De straten kregen namen van literatoren uit de kring rond Gezelle, namelijk Albrecht Rodenbach, Hugo Verriest en Stijn Streuvels.
Tussen de Stijn Streuvelsstraat en de Hugo Verrieststraat bevond zich een terrein dat men als groene zone wilde behouden en dat paalde aan de achterzijde van de tuin van het Gezellehuis. Een deel ervan werd met een langdurige erfpacht ter beschikking gesteld aan de Kruisbooggilde Sint-Joris, die de speciale sympathie genoot van burgemeester Victor Van Hoestenberghe. Het andere deel werd voorbehouden om er het standbeeld voor Guido Gezelle op te richten. Uiteindelijk werd het standbeeld elders opgericht. Men behield niettemin de open ruimte en maakte er een klein, circa 3500 m² metend, openbaar grasplein van, dat men dan de Gezellewarande noemde. Later werden er enkele speeltuigen geplaatst.